# Propuesta de segundo referéndum para la independencia de Escocia
El Gobierno escocés ha propuesto celebrar un segundo referéndum sobre la independencia de Escocia (comúnmente abreviado como indyref2) del Reino Unido. En septiembre de 2014 se llevó a cabo un primer referéndum sobre la independencia, con el 55 % votando «no» a la independencia. Antes de ese referéndum, el gobierno escocés declaró en su libro blanco que proponía la independencia que votar «sí» era una «oportunidad única en una generación para seguir un camino diferente y elegir una dirección nueva y mejor para nuestra nación».
Antes de las elecciones al Parlamento Escocés de 2016, el Partido Nacional Escocés (SNP) a favor de la independencia dijo que debería celebrarse un segundo referéndum de independencia si hubiera un cambio sustancial de circunstancias desde el referéndum de 2014, y especificó uno de ellos como la salida del Reino Unido de la Unión Europea (brexit). El SNP formó un gobierno minoritario después de las elecciones de 2016, y la opción «salir» (leave) triunfó en el referéndum sobre la membresía del Reino Unido en la UE en junio de 2016, aunque el 62 % de los votos en Escocia se opusieron al Brexit.
En 2017, la primera ministra Nicola Sturgeon obtuvo la aprobación del Parlamento escocés para buscar una orden de la Sección 30 en virtud de la Ley de Escocia de 1998 para celebrar un referéndum de independencia «cuando se aclare la forma del acuerdo del brexit del Reino Unido». Ningún primer ministro del Reino Unido ha aprobado la transferencia de poder para otro referéndum de independencia bajo la Sección 30, y el ex primer ministro Boris Johnson expresó que no lo sancionaría mientras estuviese en el cargo.
En enero de 2021 el SNP declaró que, si los partidos independentistas ganaban la mayoría en las elecciones al Parlamento Escocés de 2021, el gobierno escocés aprobaría un proyecto de ley que permitiría la celebración de un referéndum sin una orden de la Sección 30. No estaba claro si el gobierno escocés puede celebrar legalmente un referéndum por este medio. Se presentó un caso ante el Tribunal de Sesión sobre la legalidad de que Holyrood celebrara un referéndum sin una orden de la Sección 30, pero fue desestimado por ser "hipotético, académico y prematuro".
El 28 de junio de 2022 Sturgeon anunció como fecha tentativa para el segundo referéndum de independencia el 19 de octubre de 2023.
El 14 de noviembre el Tribunal Supremo del Reino Unido emitió un fallo, en el cual declaraba que el Parlamento Escocés no tenía el poder de llamar a un referéndum, por lo tanto era ilegal quedando así suspendido y sin fecha.